# Muhammad ibn Mūsā al-Khwārizmī
Muḥammad ibn Mūsā al-Khwārizmī (Tiếng Ả Rập: محمد بن موسى الخوارزمي)  là một nhà toán học, thiên văn học, chiêm tinh học và địa lý học Ba Tư. Ông sinh vào khoảng năm 780 tại Khwārizm, khi đó thuộc Đế quốc Ba Tư (ngày nay là Khiva, Uzbekistan) và mất khoảng năm 850. Hầu như cả đời, ông là nhà thông thái ở Ngôi nhà của sự uyên bác tại Bagdad.
Cuốn Đại số là cuốn sách đầu tiên viết về cách giải có hệ thống phương trình bậc bốn và tuyến tính. Nhờ đó ông được xem là cha đẻ của ngành đại số, một danh hiệu được chia sẻ chung với Diophantus. Các bản dịch sang tiếng Latin cuốn sách Số học của ông, viết về số Ấn Độ, đã giới thiệu hệ thống số vị trí thập phân cho thế giới phương Tây trong thế kỷ thứ mười hai. Ông đã khảo sát và cập nhật cuốn Địa lý của Ptolemy cũng như viết một vài tác phẩm về thiên văn học và chiêm tinh học.
Những đóng góp của ông không chỉ có ảnh hưởng rất lớn đến toán học, mà còn cả về ngôn ngữ. Từ đại số (algebra) xuất phát từ al-jabr, một trong hai phép toán được dùng để giải phương trình bậc bốn, như ông đã mô tả trong sách. Từ algorism và algorithm (thuật toán) xuất phát từ chữ Algoritmi, La tinh hóa tên của ông. Tên ông còn là nguồn gốc của từ tiếng Tây Ban Nha guarismo và của tiếng Bồ Đào Nha algarismo, đều có nghĩa là chữ số.

## Cuộc đời
Ông sinh ra trong một gia đình người Ba Tư ở Chorasmia Có ít thông tin chi tiết về cuộc đời của al-Khwārizmī. Tên ông có thể cho biết rằng ông đến từ Khwarezm (Khiva), Đại Khorasan, khu vực này nằm ở phía đông của Đại Iran, nay là tỉnh Xorazm thuộc Uzbekistan.

## Cống hiến

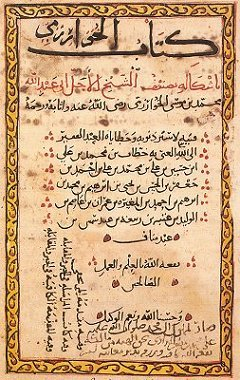
Một trang trong cuốn Đại số của al-Khwārizmī.

Những cống hiến của Al-Khwārizmī' trong các lĩnh vực như toán học, địa lý, thiên văn học, và bản đồ học đã thiết lập nên nền tảng cho các phát minh về đại số và lượng giác.
Phương pháp tiếp cận có hệ thống của ông để giải phương trình tuyến tính và phương trình bậc hai phát triển thành đại số (algebra), một từ có nguồn gốc từ tiêu đề của cuốn sách viết năm 830 của ông về đề tài này, "Cuốn cẩm nang về tính toán bằng hoàn thiện và cân bằng" (Al-Kitab al-fi mukhtasar hisab al-jabr wa'l-muqabala الكتاب المختصر في حساب الجبر والمقابلة).
Cuốn sách Tính toán với Chữ số Hindu ông viết năm 825 là lý do chính cho việc truyền bá hệ thống chữ số của Ấn Độ phổ biến khắp Trung Đông và châu Âu. Nó đã được dịch sang tiếng Latinh là Algoritmi de numero Indorum. Al-Khwarizmi, viết theo tiếng Latin thành Algoritmi, dẫn đến thuật ngữ "algorithm" (thuật toán).
Một số công trình của ông dựa trên thiên văn học Ba Tư và Babylon, số đếm Ấn Độ, và toán học Hy Lạp.
Al-Khwārizmī đã hệ thống hóa và chính xác dữ liệu của Ptolemy cho châu phi và Trung Đông. Một quyển sách quan trọng khác là Kitab surat al-ard ("Hình ảnh của Trái Đất"; được dịch thành Địa lý học), nêu các tọa độ của các nơi dựa trên tọa độ địa lý của Ptolemy nhưng có hiệu chỉnh dữ liệu cho vùng Địa Trung Hải, châu Á và châu Phi.
Ông cũng viết về các thiết bị cơ khí như thiết bị đo tinh tú và đồng hồ mặt trời.
Anh hỗ trợ một dự án để xác định chu vi của Trái Đất và trong việc thành lập một bản đồ thế giới cho al-Ma'mun, giám sát 70 nhà địa lý.
Vào đầu thế kỷ 12, các công trình của ông được phổ biến đến châu Âu qua các bản dịch tiếng Latin, và nó đã có những tác động sâu sắc đến sự tiến bộ về toán học ở châu Âu. Ông đã du nhập con số Ả Rập vào tiếng Latin West, dựa trên một hệ thống vị trí giá trị số thập phân phát triển từ các tài liệu của Ấn Độ.

## Đại số
Al-Kitab al-Fi mukhtaṣar ḥisāb al-jabr wa-l-muqābala (tiếng Ả Rập: الكتاب المختصر في حساب الجبر والمقابلة, "Cuốn cẩm nang về tính toán bằng hoàn thiện và cân bằng ') là một cuốn sách toán học được viết khoảng năm 830. Cuốn sách được viết với sự khuyến khích của Caliph al-Ma'mun như một tác phẩm nổi tiếng về tính toán và có đầy đủ các ví dụ và các ứng dụng cho một loạt các bài toán trong thương mại, khảo sát và thừa kế hợp pháp. Từ algebra (đại số) có nguồn gốc từ tên của một trong những phép toán cơ bản với phương trình (al-jabr, có nghĩa là "phục hồi", đề cập đến việc thêm một số cho cả hai bên của phương trình để xóa bỏ các dấu trừ) được mô tả trong cuốn sách này. Cuốn sách đã được Robert ở Chester (Segovia, 1145) và Gerard của Cremona dịch sang tiếng Latin với tên Liber algebrae et almucabala. Do vậy từ "đại số"-algebra đã phát sinh từ chữ al-jabr này. Một bản sao tiếng Ả Rập duy nhất được lưu giữ tại Oxford và đã được F. Rosen dịch vào năm 1831. Một bản dịch tiếng Latin được lưu giữ ở Cambridge.